# Половинки
Поло́винки — село в Україні, у Веснянській сільській громаді Миколаївського району Миколаївської області. Населення становить 42 осіб.

## Населення

### Мова
Розподіл населення за рідною мовою за даними перепису 2001 року:
| Мова       | Кількість | Відсоток |
| ---------- | --------- | -------- |
| українська | 35        | 83.33%   |
| російська  | 7         | 16.67%   |
| Усього     | 42        | 100%     |